# Toquima Range
Toquima Range je pohoří na severu Nye County, v centrální části Nevady, ve Spojených státech amerických.
Nejvyšší horou pohoří je s nadmořskou výškou 3 641 metrů Mount Jefferson, jeden z nejvyšších vrcholů v Nevadě.
Pohoří se rozkládá od silnice U.S. Route 50 směrem na jih až jihozápad. Na západní straně leží údolí Big Smoky Valley a pohoří Toiyabe Range, na východě údolí Monitor Valley a pohoří Monitor Range. Oblast leží ve střední části Velké pánve.